# Gronaulax medianus
Gronaulax medianus är en stekelart som först beskrevs av Gyöö Viktor Szépligeti 1901.  Gronaulax medianus ingår i släktet Gronaulax och familjen bracksteklar. Inga underarter finns listade i Catalogue of Life.